# Messor kasakorum
Messor kasakorum är en myrart som beskrevs av Arnol'di 1969. Messor kasakorum ingår i släktet Messor och familjen myror.

## Underarter
Arten delas in i följande underarter:
- M. k. kasakorum
- M. k. nadezhdae